# Relações entre Brasil e Dinamarca
As relações Brasil–Dinamarca são as relações exteriores entre Brasil e Dinamarca. O Brasil tem embaixada na Dinamarca e a Dinamarca tem embaixada no Brasil. As relações diplomáticas foram estabelecidas em 1828, depois que um tratado de comércio e navegação foram assinados. Em 1922, um escritório cultural dinamarquês foi aberto no Rio de Janeiro. Em 1929, o centésimo aniversário da relação entre os países foi celebrado no Brasil. No dia 30 de julho de 1936, foi assinado um acordo comercial.
Em 2008, o Brasil exportou um total de $2,1 bilhões de coroas dinamarquesas, enquanto que a Dinamarca exportou um total de $1,7 bilhões de coroas dinamarquesas.

## Visitas de Estado
O primeiro-ministro dinamarquês Anders Fogh Rasmussen visitou o Brasil em 2007 e o presidente brasileiro Luiz Inácio Lula da Silva visitou a Dinamarca durante sua presidência.